# Kazushige Kuboki
Kazushige Kuboki (jap. 窪木一茂 Kuboki Kazushige; ur. 6 czerwca 1989 w Fukushimie) – japoński kolarz torowy i szosowy, srebrny medalista mistrzostw świata.

## Kariera
Pierwszy sukces w karierze osiągnął w 2007 roku, kiedy zajął trzecie miejsce w indywidualnej jeździe na czas na igrzyskach Azji juniorów w Bangkoku. Na rozgrywanych cztery lata później kolarskich mistrzostwach Azji w Nakhon Ratchasima był trzeci w indywidualnym wyścigu na dochodzenie. Podczas igrzysk azjatyckich w Inczon w 2014 roku razem z kolegami z reprezentacji zdobył brązowy medal w wyścigu drużynowym na dochodzenie. W tej samej konkurencji zdobywał też srebrne medale na kolarskich mistrzostwach Azji w latach 2015, 2016 i 2019 oraz złoty w 2020 roku. Na mistrzostwach świata w Yvelines w 2022 roku wywalczył srebrny medal w scratchu. W zawodach tych rozdzielił Kanadyjczyka Dylana Bibica i Roya Eeftinga z Holandii.
Startował na igrzyskach olimpijskich w Rio de Janeiro w 2016 roku, gdzie zajął czternaste miejsce w omnium.